# Mick Harren
Mick Harren (Amsterdam, 27 april 1967) is een Nederlands zanger.

## Carrière
Harren won in 1992 een voorronde van de Soundmixshow als imitator van Tom Jones.
In 2005 schreef hij het nummer Doe maar gewoon, een duet met de Veerkampjes. In 2007 had hij succes met Sweet Caroline, een Nederlandstalige cover van Neil Diamond. 
In maart 2008 kwam zijn nieuwe single Zo verliefd op jou uit. Hetzelfde jaar werd hij gearresteerd op het Jordaanfestival. Hij zou ruzie hebben gekregen met de beveiliger vanwege 'VIP-bandjes'.
In 2010 deed Harren mee met de strijd om het nieuwe Amsterdamse havenlied. Deze wedstrijd verloor hij. Volgens hem was de jury vooringenomen.
In 2011 beweerde Harren gevraagd te zijn door de Amerikaanse regisseur Quentin Tarantino om de titelsong te zingen van zijn nieuwste film. Tarantino gaf later aan nog nooit van hem gehoord te hebben.
In 2012 had Harren het plan om een nummer op te nemen met Willem Holleeder en Lange Frans. Uiteindelijk maakten Holleeder en Lange Frans een nummer zonder Harren.
In 2013 deed Harren mee aan het SBS6-programma Bloed, zweet & tranen voor het team Dré Hazes en Danny de Munk. Hij haalde de tweede liveshow. Harren gaf later blij te zijn dat hij uit de show gestemd is. Hij wilde helemaal niet winnen omdat die dan contractueel verbonden zou worden.
In 2016 maakte Harren bekend een levensbedreigende ziekte te hebben.
In de zomer van 2018 raakte Harren in opspraak na een incident in de relationele sfeer en werd hij aangeklaagd vanwege bedreiging en van overtreding van de Wet wapens en munitie. Harren was zo blij met de strafeis van het Openbaar Ministerie, dat hij een videoclip heeft opgenomen over het gevangenisleven. In november 2018 werd hij veroordeeld voor gewapende bedreiging en verboden wapenbezit.
In 2021 wilde Harren beelden verwerken van de uitvaart van zijn moeder in de videoclip Niemand, maar stapte op aandringen van zijn broer hiervan af.
In 2022 deed Harren mee aan het televisieprogramma De Alleskunner, waar hij 19de eindigde.

## Discografie

### Albums
| Album met eventuele hitnotering(en) in de Nederlandse Album Top 100 | Datum van verschijnen | Datum van binnenkomst | Hoogste positie | Aantal weken | Opmerkingen |
| ------------------------------------------------------------------- | --------------------- | --------------------- | --------------- | ------------ | ----------- |
| Ik wil je                                                           | 2006                  | 21-10-2006            | 37              | 2            |             |
| Liefde maakt blind                                                  | 22-06-2009            | -                     |                 |              |             |

### Singles
| Single met eventuele hitnotering(en) in de Nederlandse Top 40 | Datum van verschijnen | Datum van binnenkomst | Hoogste positie | Aantal weken | Opmerkingen                 |
| ------------------------------------------------------------- | --------------------- | --------------------- | --------------- | ------------ | --------------------------- |
| Everlasting flow                                              | 2003                  | -                     |                 |              | Nr. 33 in de Single Top 100 |
| Don't let me be misunderstood                                 | 2003                  | -                     |                 |              | Nr. 35 in de Single Top 100 |
| Leef je droom                                                 | 2004                  | -                     |                 |              | Nr. 33 in de Single Top 100 |
| Sweet Caroline                                                | 2007                  | 20-10-2007            | 18              | -            | Nr. 17 in de Single Top 100 |
| Zo verliefd op jou                                            | 2008                  | -                     |                 |              | Nr. 18 in de Single Top 100 |
| Word wakker Nederland                                         | 2009                  | -                     |                 |              | Nr. 19 in de Single Top 100 |
| Beter moeten weten                                            | 2011                  | -                     |                 |              | Nr. 48 in de Single Top 100 |